# Efes Vitanta Moldova Brewery
Efes Vitanta Moldova Brewery companie-subsidiară a Efes Breweries International NV („Grupul”) și cel mai mare producător de bere din Republica Moldova.

## Istoric
Compania este prima de acest gen de pe teritoriul actual al Republicii Moldova, fiind fondată la Chișinău în 1873. În perioada sovietică s-a numit Фабрика де бере дин Кишинэу (Fabrica de bere din Chișinău).
În 1995 a avut loc privatizarea companiei odată cu înființarea societății pe acțiuni "Vitanta-Intravest". În ianuarie 2003 pachetul majoritar de acțiuni a fost achiziționat de compania din Turcia Efes Beverage Group, care, în acel momentul deținea deja active pe piața berii din Federația Rusă și era inclusă în lista celor mai importanți producători de bere din Europa. Noii proprietari au schimbat numele companiei în "Efes Vitanta Moldova Brewery", iar în 2004 a primit un certificat de conformitate de management al calității ISO 9001.În urma încorporării a Efes Moldova în Groupul Anadolu Efes, în perioada anilor 2003- 2019 s-au suportat investiții semnificative, în scopul procurării echipamentului necesar desfășurării activității, dar și pentru promovarea produselor atît pe piața locală cît și pe cea inernațională.  În anul 2012 companiile  internaționale de producere a berii SABMiller și Anadolu Efes au încheiat  acordul de alianță astfel compania Efes Vitanta Moldova Brewery, devine  distribuitor exclusiv pentru mărcile de bere care aparțin companiei SABMiller și producerea locală pentru unele branduri.

## Produse
- Chișinău Blondă — bere clasică. Conținutul de alcool: 4,5%, densitatea 11%.
- Chișinău Fară Alcool
- Chișinău Specială Tare — bere tare. Conținutul de alcool: 7,0%, densitatea 16%.
- Chișinău Ultra - o bere de tip mild.
- Radler Natural - bere specială cu suc de lamîie. Conținutul de alcool : 2%
- Radler Zero - bere specială cu suc de lamîie fără alcool.
- Timișoreana - bere blondă pasteurizată. Conținutul de alcool: 4,7%, densitatea 11,1%. [1][2]
- Efes Pilsener - bere clasică. Nr 1 Meditarranean. Conținutul de alcool: 5,0%
- Jiguloevskoe Bocikovoe - bere clasică. Conținutul de alcool: 4,3%
- Staryi Melink iz Bocionka
- Camarad
- Velkopopovicky Kozel Pale
- Velkopopovicky Kozel Dark
- OeTTinger premium pils.
- Bely Medvedi

Compania produce, de asemenea, băuturi răcoritoare, cum ar fi kvasul Kvassica , băuturi slab alcoolice Festival în asortiment
- Pink Grapefruit
- Gin tonic
- Red Storm
- Club Mix

și cidrul Goldlfeaf in asortiment de mere și pere.

### Import
Compania mai importă și distribuie pe piața Moldovei brandurile de bere internaționale  : Grolsch ,Bavaria Premium Pilsener, Franziskaner, Hoegaarden, Leffe și Corona Extra. 

## Rezultate financiare

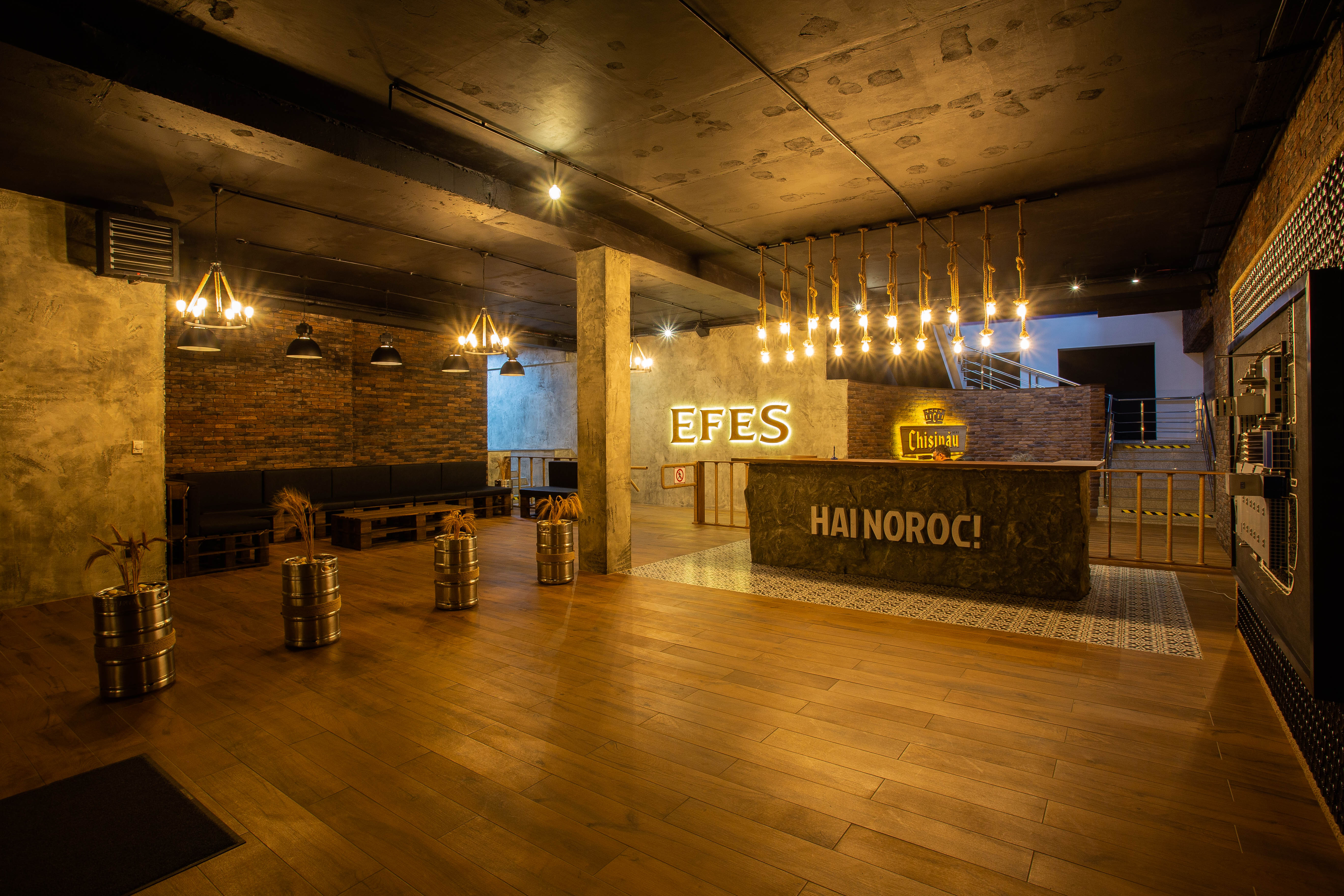

Cifra de afaceri în 2013: 683 de milioane de lei 

## Vezi și
- Chișinău (bere)

## Legături externe
- Site-ul oficial al companie ro , ru
- Berea companiei Arhivat în 15 decembrie 2009, la Wayback Machine. pe portalul RateBeer.com en